# 霍爾德內斯 (新罕布什爾州)
霍爾德內斯（英語：Holderness）是一個位於美國新罕布什爾州格拉夫頓縣的鎮。

## 人口
根據2020年美國人口普查的數據，霍爾德內斯的面積為92.50平方千米，當中陸地面積為78.60平方千米，而水域面積為13.90平方千米。當地共有人口2004人，而人口密度為每平方千米22人。